# Remolí de foc

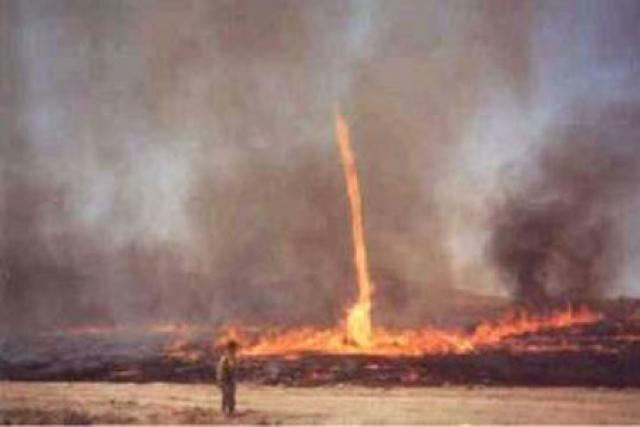
Un remolí de foc

Un remolí de foc, també anomenat tornado de foc, és un rar fenomen en el qual el foc, normalment al mig d'un incendi forestal i sota certes condicions (depenent de la temperatura de l'aire i els corrents), adquireix una vorticitat vertical i forma un remolí o una columna d'aire d'orientació vertical semblant a un tornado.

## Propietats
La majoria dels més grans tornados de foc sorgeixen a partir d'incendis forestals en els quals estan presents corrents d'aire càlid ascendents i convergents. Usualment presenten de 10 a 50 metres d'alt, uns pocs metres d'ample i duren només uns minuts. No obstant això alguns poden tenir més d'un quilòmetre d'alt, contenir vents superiors als 160km/h i persistir per més de 20 minuts. Els remolins de foc poden destruir arbres de fins a 15 metres d'alt.

## Casos notables
Un exemple dels efectes que pot tenir un fenòmens d'aquestes característiques va succeir el 1923 durant el Gran terratrèmol de Kantō, que va provocar una tempesta de foc de la mida d'una ciutat i va produir un remolí de foc que va matar 38,000 persones en quinze minuts a la regió de Hifukusho-Ato a Tòquio.
Un altre exemple van ser els nombrosos remolins de foc que van sorgir a partir la caiguda d'un llamp en un dipòsit d'oli a prop de San Luis Obispo (Califòrnia) el 7 d'abril de 1926, els quals van produir importants danys en estructures allunyades del foc i van provocar la mort de dues persones.